# Scott Ian
Scott Ian Rosenfeld (* 31. prosince 1963, New York, USA) je americký hudebník, nejvíce známý jako kytarista a zakládající člen skupiny Anthrax. Je autorem většiny textů skupiny. Je také zakladatelem crossoverthrashové kapely Stormtroopers of Death, kde působí jako kytarista a textař. Působí jako doprovodný kytarista v metalové skupině the Damned Things. V minulosti uváděl na VH1 The Rock Show a objevil se i v mnoha dalších pořadech.

## Životopis

### Mládí
Scott Ian Rosenfeld (ze jména si později nechal odebrat příjmení) se narodil do židovské rodiny v Queens, jednom z obvodů New Yorku. Navštěvoval Bayside High School, kde byli mj. jeho spolužáky (a budoucími členy Anthrax) Dan Lilker a Neil Turbin.
V roce 1977 byl na koncertě skupiny Kiss v Madison Square Garden, což velmi ovlivnilo jeho další vývoj (sám se později objevil v jedné z epizod Gene Simmons Family Jewels, kde navštívil Simmonsův dům a mluvil o vlivu, který na něj skupina měla). Dále se mu zalíbila punkrocková skupina The Ramones a heavymetalové skupiny jako Black Sabbath, Iron Maiden, Motörhead či Judas Priest. Jeho psaní textů a styl hudby značně ovlivnila německá metalová skupina Accept. Z pozice doprovodného kytaristy uvedl jako své největší vzory Malcolma Younga, Rudolfa Schenkera a Johnnyho Ramoneho.

### Anthrax

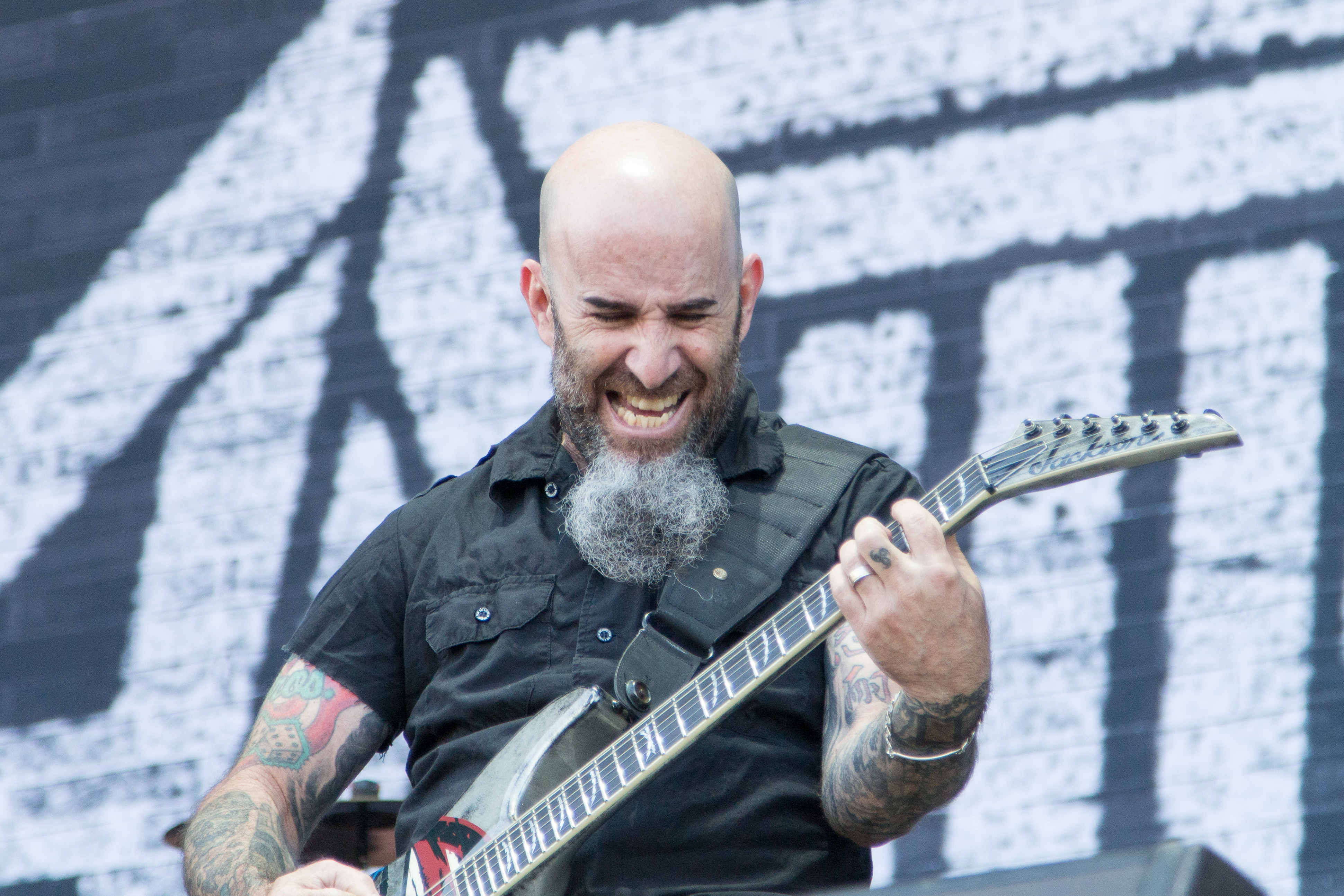
Scott Ian na festivalu Nova Rock v roce 2014

Jako jeden ze dvou zakládajících členů Anthrax (skupina vznikla 18. července 1981) pomohl Ian v polovině 80. let spolu s kapelami Metallica, Megadeth a Slayer vytvořit nový metalový žánr – thrash metal. Tyto čtyři skupiny jsou označovány jako „velká čtyřka“ thrash metalu.
Přišel s nápadem spolupracovat s rapovou skupinou Public Enemy; v roce 1991 Anthrax nahráli coververzi písně „Bring the Noise“. V roce 2005 Iana pozval Chuck D, zpěvák skupiny, aby s nimi zahrál právě skladbu „Bring the Noise“ jako část jejich uvedení do Hiphopové síně slávy americké hudební televizní stanice VH1. Ian se skupinou také hrál v roce 2007 na turné s názvem Rock the Bells.

### Ostatní projekty
V roce 2001 zahájil Ian spolupráci s hudební televizní stanicí VH1, když byl pozván, aby moderoval pořad s názvem Rock Show. Během 48 epizod, které moderoval, dělal rozhovor s hosty jako Ozzy Osbourne, Rob Halford, Megadeth, 3 Doors Down či Sevendust. Pracoval také jako komentátor mnoha dalších pořadů, např. sérii I Love the..., 100 Most Metal Moments, Awesomely Bad Number One Songs nebo When Metallica Ruled the World.
Se svou ženou, zpěvačkou Pearl Aday, hraje ve skupině Pearl. V lednu 2010 vyšlo jejich debutové album pod vydavatelstvím Megaforce Records.
Ian napsal svoji autobiografii, vyšla 24. listopadu 2015 pod názvem I'm The Man: The Story of That Guy from Anthrax. O dva roky později, 12. prosince 2017, vyšlo pokračování – Access All Areas: Stories from a Hard Rock Life. Popisuje zážitky nejen se skupinou Anthrax, ale i s různými dalšími hudebníky a umělci (např. Madonna, David Lee Roth). Reakce byly vesměs pozitivní, ačkoli se někteří kritici cítili podvedeni, že si musí koupit dvě knihy, aby se dozvěděli celý příběh.

## Osobní život
Ian byl ženatý se svou přítelkyní ze střední školy, Marge Ginsburgovou, se kterou se později rozešel. V roce 2011 si vzal zpěvačku Pearl Aday, adoptovanou dceru zpěváka známého pod přezdívkou Meat Loaf. Mají spolu jedno dítě. Je fanoušek New York Yankees a profesionální hráč online pokeru; na světové sérii v roce 2009 vyhrál přes 20 000 dolarů.
V Las Vegas dříve s Jerrym Cantrellem ze skupiny Alice in Chains spoluvlastnil hardrockový bar s názvem Dead Man's Hand.

## Diskografie

### Studiová alba
- Fistful of Metal (1984)
- Spreading the Disease (1985)
- Among the Living (1987)
- State of Euphoria (1988)
- Persistence of Time (1990)
- Sound of White Noise (1993)
- Stomp 442 (1995)
- Volume 8: The Threat Is Real (1998)
- We've Come for You All (2003)
- Worship Music (2011)
- For All Kings (2016)

### Živá alba
- The Island Years (1994)
- Music of Mass Destruction (2004)
- Alive 2 (2005)
- Caught in a Mosh: BBC Live in Concert (2007)
- The Big Four: Live from Sofia, Bulgaria (2010)
- Chile on Hell (2014)
- Kings Among Scotland (2018)

### Kompilace
- Fistful of Anthrax (1987)
- Attack of the Killer B's (1991)
- Moshers: 1986–1991 (1998)
- Return of The Killer A's (1999)
- Madhouse – The Very Best of Anthrax (2001)
- The Collection (2002)
- Universal Masters Collection (2002)
- The Greater of Two Evils (2004)
- Anthrology: No Hit Wonders (1985–1991) (2005)

### Singly
- Armed and Dangerous (1985)
- I'm the Man (1987)
- Penikufesin (1989)
- Free B's (1991)
- Inside Out (1999)
- Summer 2003 (2003)